# Hitman (película)
Hitman es una película de acción del 2007, adaptada de la serie de videojuegos Hitman. Está dirigida por Xavier Gens y protagonizada por Timothy Olyphant, Dougray Scott y Olga Kurylenko. El guion está a cargo de Skip Woods. Hitman fue estrenada el 21 de noviembre de 2007.

## Producción
En febrero de 2003, los fabricantes de Hitman Eidos e IO interactive inician negociaciones con las empresas productoras de Hollywood para adaptar el videojuego a la película. Twentieth Century Fox finalmente adquirió los derechos y contrató al guionista y productor de la compañía cinematográfica 1.One Way Films Louis Per Bruno para desarrollar la idea y la trama, sobre la base de la cual el guionista Skip Woods escribió el guion. Un año después, entre Twentieth Century Fox y la 1.One Way Films firmó un contrato de producción. Originalmente, el actor Vin Diesel, el productor ejecutivo de la película, estaba programado para protagonizar. En diciembre de 2006, Vin Diesel se retiró del rol. En enero de 2007, Timothy Olyphant, fue lanzado en el papel principal con Xavier Gens al timón como director adjunto. En marzo, el actor Dougray Scott fue elegido como el antagonista del Agente 47, con Olga Kurylenko, Robert Knepper, Ulrich Thomsen y Michael Offei completando el elenco. La producción comenzó la semana del 27 de marzo de 2007 en Sofía, Bulgaria y duró 12 semanas. Una segunda unidad también rodo escenas en locaciones que incluyeron Londres, Estambul, San Petersburgo, y Ciudad del Cabo.
El estreno de la película se retrasó unos meses para repetir la filmación de varias escenas. Las nuevas escenas incluyeron una pelea con espadas entre 4 asesinos en un vagón de tren, que sustituyó a la secuencia original sobre el andén de la estación, donde el Agente 47 pelea contra únicamente un asesino. Los informes previos al estreno de la película confirmaron que no solo se estaban haciendo regrabaciones, sino que Fox había despedido a Xavier Gens de su cargo en la dirección y negado que hiciera el corte final. Nicolas de Toth fue contratado a esas alturas para arreglar la edición y eliminar algún material. 
El origen de "47" fue cambiado también en esa etapa. Xavier Gens dijo a un entrevistador que si bien no está directamente relacionados con la historia del clon, la escena (la secuencia original de la estación de tren) donde aparece un asesino calvo, con código de barras (Jean-Marc Bellu) tras el Agente 47 (Timothy Olyphant), otro asesino calvo con código de barras, es muy explícita y muestra su [del director] intención de mantenerlo como un clon. El detalle fue probablemente cambiado para permitir el elenco de actores de varias razas en las regrabaciones, lo que hacía imposible que fueran clones (o, al menos, clones de esa misma persona).

## Trama
La película comienza con un montaje que muestra un grupo de niños rapados recibiendo tatuajes de códigos de barras y recibiendo entrenamiento en armas de fuego y combate cuerpo a cuerpo. En estas escenas, tomadas de la serie  Dark Angel,  se muestra que los niños son criados para ser asesinos y entrenados para matar.
El agente de la Interpol Mike Whittier (Dougray Scott) descubre al Agente 47 (Timothy Olyphant) en su estudio, donde los dos conversan. La escena retrocede tres meses, mientras 47 está completando un golpe en el líder de una banda llamado Bwana Ovie (Eriq Ebouaney) en Níger. Él recibe una comunicación de su contacto con la Agencia, Diana (Lisa Jacobs), y le dice que va a matar a su próximo objetivo, el Presidente de Rusia Mikhail Belicoff (Ulrich Thomsen), en público. Él completa su misión según lo ordenado, pero antes de que pueda salir de Rusia es contactado por sus empleadores. Le dicen que hay una testigo del asesinato y le ordenan que la intercepte. Cuando el Agente 47 se enfrenta a ella en la calle, se da cuenta de que ella nunca lo había visto antes. A medida que se miran el uno al otro, un civil al lado suyo es asesinado. Al darse cuenta de que le han puesto una trampa, el Agente 47 se aleja tranquilamente de la escena.
Sus empleadores revelan su ubicación a los agentes en el FSB de Rusia, que hacen planes para interceptarlo. Cuando está a punto de ser tomado, Diana personalmente lo llama para avisarle. Ella le dice que Belicoff ordenó el golpe en sí mismo. Después de una dramática huida del hotel, 47 intercepta a Nika (Olga Kurylenko), la mujer que supuestamente fue testigo de su éxito. Le interroga sobre Belicoff y descubre que Belicoff tenía dobles en su lugar. Él deduce que mató al verdadero Belicoff y que un doble tomó su lugar a instancias de una cábala de los radicales rusos que no quieren el cambio político.
Como Nika y 47 intentan tomar un tren más en el interior de Rusia, son interceptados por más asesinos de la Agencia. 47 mata a cuatro de ellos antes de herir al Agente Whittier y su pareja. Enfurecido por otro escape, la FSB y el Agente Markov ordenan a la Interpol abandonar el país inmediatamente. Mientras tanto, 47 contacta al Agente Smith de la CIA. Él le ofrece a Smith un trato - matar a Udre Belicoff (Henry Ian Cusick), el hermano de Mikhail, a cambio de un favor de la CIA. Udre es un traficante de armas y un traficante de esclavos que tanto la CIA y la FSB lo han querido muerto durante algún tiempo. Él chantajea a Smith para que acepte la oferta. Smith informa a 47 que Udre había estado planeando algo con un traficante de armas alemán llamado Price. Al interceptarlo, podría llegar 47 a Udre.
47 y Nika viajan a Estambul, donde 47 secuestra a Price de un restaurante con el fin de hacerse pasar por Price en una reunión con Udre. 47 luego mata a Udre y a sus secuaces en la mansión de Udre fuera de la ciudad. El doble de Belicoff se ve obligado a asistir al funeral de Udre. 47 secuestra a Yuri y le obliga a tener sus propios agentes del FSB tratando de matar a Belicoff mientras este elogia a Udre. Disfrazado de soldado, 47 se las arregla para matar a todos los guardias de Belicoff y se lo lleva a la cámara del arzobispo de la iglesia. Él tiene una conversación con Belicoff que trata de razonar con 47. Él le dice a 47 que el pueblo ruso nunca permitirá que se salga con la suya luego de asesinar al presidente. Él se ofrece a dejar ir a 47 si deja vivo a Belicoff. En vez de eso, 47 lo mata. A continuación, él permite que sea detenido por la Interpol y Mike Whittier.
En este punto, el Agente Smith (James Faulkner) cumple su parte del trato, llevando a los agentes bajo su mando a interceptar el convoy de la Interpol que transporta a 47 al aeropuerto, dándole a 47 la distracción necesaria para escapar. La escena avanza a la conversación entre Whittier y 47 que ocurre en la casa de Whittier. Tras finalizar la conversación, 47 revela el cuerpo del señor Price, afeitado y vestido para parecer 47. Él llega a un acuerdo en el que Whittier seguirá con el plan de 47, admitiendo que el cuerpo en su casa es el verdadero 47. Como 47 se va, se vuelve a Whittier y le dice que espera no volverlo a ver.
La escena cambia a Nika, que es mostrada recogiendo un sobre de un remitente desconocido. En su interior, hay papeles y un mensaje que dice que ahora es dueña de un viñedo (le había dicho a 47 de su sueño de la infancia de tener uno). Mientras tanto, 47 la observa desde lejos, a través del visor de su rifle de francotirador. A continuación, examina el cadáver de otro asesino a sueldo, yaciendo cerca suyo, y le dice: "Te dije que la dejaras en paz. Debiste haberme hecho caso." Luego se vuelve hacia atrás, y se aleja.

## Elenco
- Agente 47 - Timothy Olyphant
- Nika Boronina - Olga Kurylenko
- Mike Whittier - Dougray Scott
- Yuri Marklov - Robert Knepper
- Mikhail Belicoff - Ulrich Tomsen
- Udre Belicoff - Henry Ian Cusick
- Agente Smith - James Faulkner

## Taquilla
Hitman fue originalmente programado para ser lanzado el 12 de octubre de 2007 en los Estados Unidos y Canadá, pero el estreno de la película se aplazó hasta el 21 de noviembre de 2007. Hitman inauguró en 2458 salas de cine en los Estados Unidos y Canadá, recaudando 13.180.769 dólares en su primer fin de semana, ocupando el cuarto lugar en la taquilla. El fin de semana siguiente, Hitman abrió en 12 mercados, con los siguientes atractivos: $ 150.355 en 38 teatros en Indonesia, 224.449 dólares en 37 salas de cine en Malasia. y $ 244.329 en 32 teatros en las Filipinas. En Taiwán, la película se estrenó en el cuarto lugar con alrededor de 100.000 dólares. La película también realiza débilmente en el Líbano con 19.321 dólares en 6 salas de cine. A partir del 2 de julio de 2008, la película ha recaudado 39.687.694 dólares en los Estados Unidos y Canadá, y $ 60,245,563 en otros territorios por un total mundial de 99.933.257 dólares. Las ventas de DVD suman 27.858.148 dólares solo en los EE. UU., poniendo los beneficios totales de Hitman en cerca de 128 millones de dólares USD, sin contar derechos de televisión a transmitirse.

## Recepción
La película ha sido casi universalmente criticada por opiniones mayoritariamente negativas. Las quejas más comunes son la trama a menudo confusa, la violencia y frías actuaciones. En la revista de cine global sitio web Rotten Tomatoes, Hitman ha recibido una calificación de 14% sobre la base de 98 comentarios. Sin embargo, el crítico de cine Roger Ebert le dio tres estrellas de cuatro, diciendo que "Hitman se encuentra justo en el umbral entre los videojuegos y el arte. En el lado equivocado de la puerta, pero aun así, le dan crédito". En el sitio web Metacritic, la película ha recibido una Metascore de 35 de los 100 con base en 22 comentarios. En 2009, la revista Time la calificó como una película en su lista de las diez películas de videojuegos.